# The Bus
The Bus est un jeu de simulation de bus développé par TML-Studios et édité par Aerosoft. La première version en accès anticipé est rendu disponible sur Steam pour Microsoft Windows le 25 mars 2021.

## Système de jeu
The Bus est décrit comme « la prochaine génération de simulation de conduite de bus urbain ». Il se déroule dans la capitale de l'Allemagne, Berlin, avec une reconstitution de la ville à l'échelle 1:1.
Le jeu permet actuellement de rouler sur quatre lignes de bus (100, 200, 300 et TXL) avec deux modèles de véhicules : un Scania Citywide (10,9m de 2 et 3 portes, 12m de 2 et 3 portes, 18m de 3 et 4 portes), et le MAN Lion’s City DD.

## Développement et publication
The Bus est développé par TML-Studios, qui est connu pour Fernbus Simulator, la série World of Subways et la série City Bus Simulator. Il est édité par TML-Studios et Aerosoft (connu notamment pour les add-ons sortie pour le jeu Microsoft Flight Simulator).
Le jeu devait initialement quitter l'accès anticipé en 2022. Mais, à la suite d'un retard accumulé sur différentes étapes du développement, celui-ci devrait quitter l'accès anticipé au cours de l'année 2023.
Au fur et à mesure des mises à jour et avant la sortie officielle du jeu, TML-Studios prévoit d'intégrer :
- Un mode multijoueur
- Deux nouveaux bus (un Mercedes eCitaro et un VDL Citea)
- Une nouvelle ligne et des nouvelles routes (arrivée de la ligne 245, nouvel itinéraire pour la ligne 200...)
- Un système d'économie semblable à celui de Bus Simulator 18[3]
- L'intégration d'autobus et de tramways en IA